# Kutchubaea palustris
Kutchubaea palustris är en måreväxtart som beskrevs av Adolpho Ducke. Kutchubaea palustris ingår i släktet Kutchubaea och familjen måreväxter. Inga underarter finns listade i Catalogue of Life.